# Koemarktbrug
De Koemarktbrug is een basculebrug in het centrum van Schiedam over de Lange Haven tussen de Koemarkt en de Gerrit Verboonstraat.
In 2005 werd de bestaande brug uit 1926 vervangen. Tijdens de renovatie werd een tijdelijke brug geplaatst.